# Yngve Linder
Nils Erik Yngve Linder, född den 10 oktober 1909 i Malmö, död den 31 maj 1993 i Stockholm, var en svensk jurist. Han var son till Nils Linder.
Linder avlade studentexamen i Lund 1927 och juris kandidatexamen vid Lunds universitet 1931. Han genomförde tingstjänstgöring i Frosta och Eslövs domsaga 1932–1935. Linder påbörjade tjänstgöring i Hovrätten över Skåne och Blekinge 1935, blev fiskal där 1936, tingssekreterare i Luggude domsaga 1938, adjungerad ledamot i hovrätten 1944, assessor där 1950 (extra ordinarie 1945), revisionssekreterare 1952 (tillförordnad 1947) och hovrättsråd i Svea hovrätt 1953. Han var ordförande på extra avdelning där 1960–1966 och lagman 1966–1976. Linder var vice ordförande i Trafikförsäkringsanstalternas nämnd 1957–1978, ordförande i Ansvarighetsförsäkringens personskadenämnd 1969–1979, ställföreträdare för ordföranden i Kriminalvårdsnämnden 1965–1975 och ordförande i Utlänningsnämnden 1966–1978. Han blev riddare av Nordstjärneorden 1957 och kommendör av samma orden 1970. Linder vilar i sin familjegrav på Norra kyrkogården i Lund.